# ES (manga)
ES (in giapponese ES -Eternal Sabbath-) è un manga di Fuyumi Sōryō. È stato serializzato dal 2002 al 2004 sulla rivista Weekly Morning di Kōdansha e in seguito raccolto in otto volumi tankōbon. L'edizione italiana è stata pubblicata da Star Comics dal 10 ottobre 2002 al 9 marzo 2006. Il termine ES in realtà è l'acronimo di "Eternal Sabbath" nome dato a un gene dell'eterna giovinezza.

## Trama
La ricercatrice di fisiologia cerebrale Mine Kujo, incontra ES all'università. ES ci viene presentato come un ragazzo che riesce ad entrare nella mente delle persone. Tutte tranne alcune che lui cataloga come "fredde". Si instaura in una famiglia composta da una coppia di anziani sostituendosi nella mente dei due come il nipote morto anni prima in un incidente d'auto. Per caso si incontrano all'università dove Mine scopre la sua identità di parapsicologo. ES cerca di spaventarla ma non riesce. In questo momento entra in scena un altro personaggio Sasaki, che racconta la storia di Shuro (vero nome dell'ES che si è infiltrato nella famiglia Akiba) raccontando a Mine che in realtà Shuro è frutto della sperimentazione di un gene dell'eterna giovinezza. Una volta prodotto Shuro i ricercatori hanno creato Isak, l'esatta copia di Shuro, solo a scopo di studiarlo. Non sapevano di questo effetto collaterale del potere dei due ragazzi e quindi non si sono accorti che Isak avendo capito tutto ha progettato ed effettuato la fuga dal laboratorio dove lo tenevano. Ora il laboratorio è bruciato e i due ES sono nel mondo. le uniche persone del manga che resistono al loro potere sono Mine, Sasaki e Yuri una bambina di dieci anni compagna di Tomo, tale è l'identità di Isak ora che si è infiltrato nella famiglia uccidendo il vero Tomo.
Isak non avendo conosciuto altro che terrore e morte è un bambino che non è in grado di interagire con la società e uccide senza provare rimorsi. Sasaki ha raggiunto Shuro solo con lo scopo di fermare Isak uccidendolo. Inizialmente Shuro si rifiuta ma poi con Mine si uniscono a Sasaki per fermare la follia omicida di Isak e salvare Yuri.
Resosi conto delle intenzioni dei tre, Isak comincia a fargli capire che non li vuole ad intralciarlo, cominciando a uccidere i più vicini a Mine, l'unica con un'identità accertata. Comincia con l'agente Hotta che indagava sul suo caso, poi la migliore amica di Mine per continuare poi fino ad arrivare ad uccidere i genitori di Yuri e la piccola Yuri compresa. Mine e Shuro si innamorano, e per salvare la vita di lei decide di affrontare Isak anche se lui è prossimo alla morte. I ricercatori per analizzare il gene ES della vita eterna non presero in considerazione il sistema immunitario, talmente forte da consumare anche le cellule dell'organismo di Isak sottoposto improvvisamente a tutti i batteri e germi della società. Quando Isak scopre di soffrire di questo invecchiamento precoce e che sarebbe morto decide di portare con sé tutta la città di Tokio per questo Shuro decide di fermarlo da solo. Sasaki e Mine decidono di raggiungerlo ma la battaglia tra i due ES si svolge in privato. Al loro arrivo era già finita ma Mine si rende conto che nel corpo di Shuro non c'è più lui ma Isak ne ha preso possesso. Scoprendo che nel momento della morte Shuro aveva trasferito la sua coscienza in lei Mine decide di entrare nella mente di Isak per ucciderlo e salvare Shuro. Durante la lotta nella mente di ISak, Mine vince, aiutata da Shuro che la lascia andare incontro alla sua nuova vita.

## Personaggi
- Mine Kujo: ricercatrice di fisiologia cerebrale che dopo il dottorato in America torna a lavorare nel laboratorio dell'istituto Toho.
- Shuro: è l'ES originale con il potere di manovrare le persone e di poterne prendere possesso. Entrato a far parte della famiglia Akiba come Ryusuke, si iscrive all'università Toho dove incontra Mine.
- Sakaki: ricercatore che faceva parte dell'équipe per lo sviluppo del gene ES. Uno dei pochi salvatosi dalla distruzione del laboratiorio proprio perché quasi immune al potere dell'ES, deciso a cancellare il suo lavoro.
- Yuri: bambina di dieci anni amica di Isaak. Figlia problematica a causa del poco affetto ricevuto dalla madre è l'unico freno alla pazzia di Isaak. Anche lei è immune al potere degli ES.
- Isaak: come dice il nome Isacco figlio nato per essere sacrificato. I ricercatori lo crearono per poter fare le ricerche su Shuro e sul gene ES senza danneggiare l'originale. questa è la versione della realtà che ha cresciuto Isaak che uscito dal laboratorio non provava nessun rimorso nel fare uso delle persone. Ha ucciso il vero Tomo e ne ha preso il posto.

### Personaggi secondari
I personaggi secondari sono: la madre di Tomo, la migliore amica di Mine, la madre di Yuri, i nonni di Akiba, il cane Shiro e l'agente Hotta.